# Éléments orbitaux propres
«  Éléments propres (astronomie) » redirige ici. Pour les autres significations, voir Élément propre.

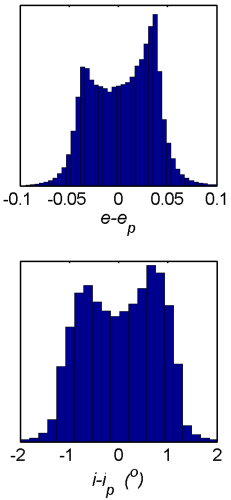
Répartition de la différence entre les éléments orbitaux propres et osculateurs pour les astéroïdes dont le demi-grand axe est compris entre 2 et 4 ua.

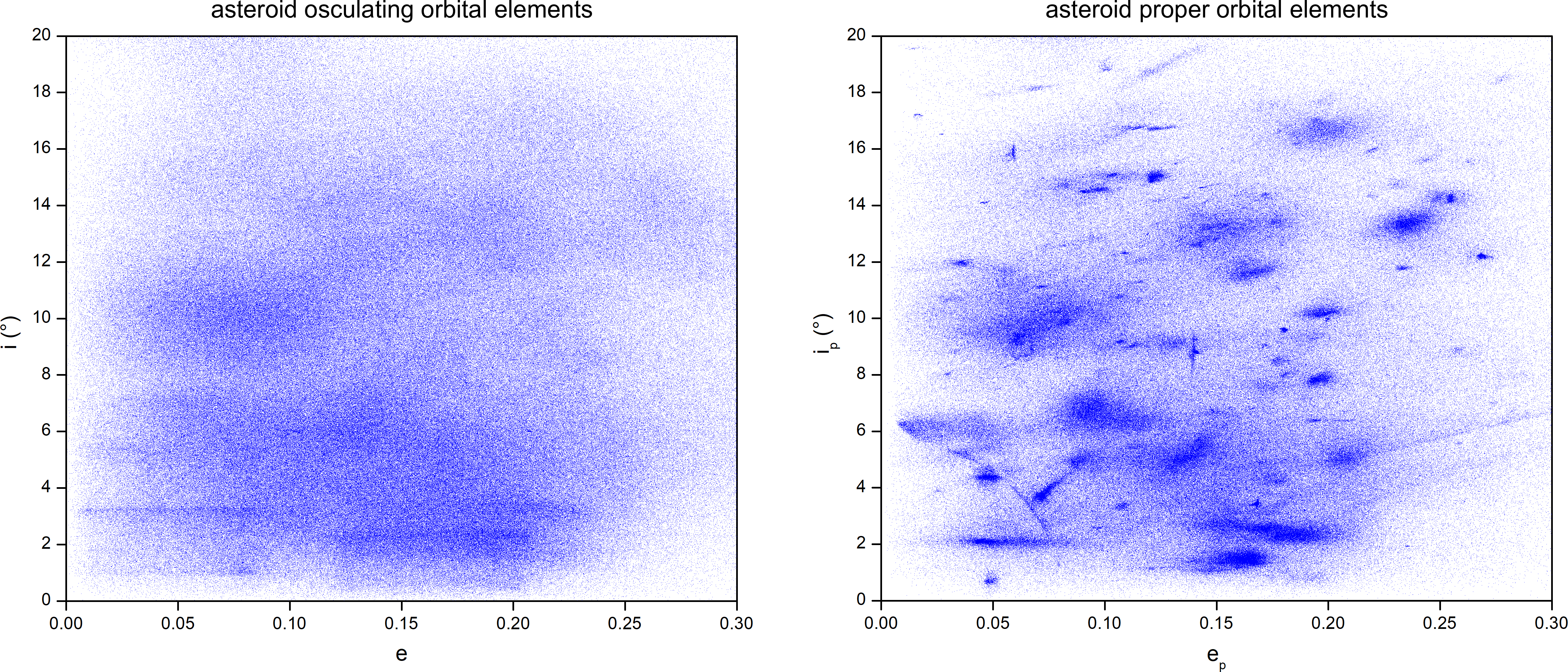
Éléments orbitaux osculateurs (à gauche) et propres (à droite) pour les astéroïdes de la ceinture principale. Notez que les familles d'astéroïdes ne sont pas visibles sur la gauche.

Les éléments orbitaux propres, ou simplement éléments propres, d'une orbite sont des constantes de mouvement d'un objet dans l'espace qui restent pratiquement inchangées sur une échelle de temps astronomiquement longue. Le terme est généralement utilisé pour décrire trois quantités :
- le demi-grand axe propre (ap),
- l'excentricité propre (ep), et
- l'inclinaison propre (ip).

Les éléments propores peuvent être mis en contraste avec les éléments orbitaux osculateurs képlériens observés à une  époque particulière, tels que le demi-grand axe, l'excentricité et l'inclinaison. Ces éléments osculateurs changent de manière quasi-périodique et (en principe) prévisible en raison d'effets tels que les perturbations des planètes ou d'autres corps et la précession (par exemple, la précession du périhélie). Dans le système solaire, de tels changements se produisent généralement sur des échelles de temps de plusieurs milliers d'années, alors que les éléments propres sont censés être pratiquement constants sur au moins des dizaines de millions d'années.
Pour la plupart des corps, les éléments osculateurs sont relativement proches des éléments propres car les effets de précession et de perturbation sont relativement faibles (voir diagramme). Pour plus de 99 % des astéroïdes de la ceinture principale, les différences sont inférieures à 0,02 ua pour le demi-grand axe, 0,1 pour l'excentricité et 2° pour l'inclinaison. Néanmoins, cette différence n'est pas négligeable pour toutes les applications où la précision est importante. À titre d'exemple, l'astéroïde Cérès possède les éléments orbitaux osculateurs suivants à l'époque du 26 novembre 2005 :
| a           | e        | i        |
| ----------- | -------- | -------- |
| 2.765515 UA | 0,080015 | 10,5868° |

tandis que ses éléments orbitaux propres (indépendants de l'époque) sont :
| ap          | ep       | ip      |
| ----------- | -------- | ------- |
| 2.767096 UA | 0,116198 | 9,6474° |

Une exception notable à cette règle des petites différences est constituée par les astéroïdes situés dans les lacunes de Kirkwood, qui sont en forte résonance orbitale avec Jupiter.
Pour calculer les éléments propres d’un objet, on effectue généralement une simulation détaillée de son mouvement sur des périodes de plusieurs millions d’années. Une telle simulation doit prendre en compte de nombreux détails de la mécanique céleste, notamment les perturbations provoquées par les planètes. Ensuite, on extrait de la simulation des quantités qui restent inchangées sur ce long laps de temps, comme l'inclinaison moyenne, l'excentricité moyenne et le demi-grand axe moyen. Ce sont les éléments orbitaux propres.[réf. nécessaire]
Historiquement, divers calculs analytiques approximatifs ont été réalisés, à commencer par ceux de Kiyotsugu Hirayama au début du XXe siècle. Les méthodes analytiques ultérieures inclurent souvent des milliers de corrections perturbatrices pour chaque objet particulier. Actuellement, la méthode de choix consiste à utiliser un ordinateur pour intégrer numériquement les équations de la dynamique céleste et à extraire les constantes de mouvement directement à partir d'une analyse numérique des positions prédites.
À l'heure actuelle, l'utilisation la plus importante des éléments orbitaux propres concerne l'étude des familles d'astéroïdes, sur les traces des travaux pionniers de Hirayama. L'astéroïde aréocroiseur (132) Éthra est l'astéroïde de plus bas numéro à ne pas avoir d'éléments orbitaux propres.

## Lectures complémentaires
- Z. Knežević et al., The Determination of Asteroid Proper Elements, pp. 603-612 dans Asteroids III, University of Arizona Press (2002).
- Z. Knežević: COMPUTATION OF ASTEROID PROPER ELEMENTS: RECENT ADVANCES, Serbian Astronomical Journal, vol. 195, pp. 1-8 (2017).